# Synagoga Hertiga Ben Mosesa we Wrocławiu
Synagoga Hertiga Ben Mosesa we Wrocławiu – nieistniejąca prywatna synagoga, która znajdowała się we Wrocławiu, przy ulicy św. Antoniego.
Synagoga została założona w XVII wieku, z inicjatywy i funduszy Hertiga Ben Mosesa. W XVIII wieku została zlikwidowana.